# Grupo Roark Capital
Roark Capital Management, LLC,  también conocido como Roark Capital Group o simplemente Roark Capital, es una firma de capital privado estadounidense con alrededor de $37 mil millones en activos bajo administración. La firma se centra en inversiones de compra apalancada en empresas del mercado intermedio, principalmente en los sectores de franquicias/ubicaciones múltiples, restaurantes y alimentos, salud y bienestar, y servicios empresariales. Lleva el nombre de Howard Roark, el protagonista de la novela The Fountainhead de Ayn Rand . La firma dice que su nombre no pretende connotar ninguna filosofía política en particular, sino que significa la admiración de la firma por las cualidades iconoclastas de independencia y seguridad en sí mismo encarnadas por la figura central de The Fountainhead . 

## Historia
La firma, con sede en Atlanta, Georgia, fue fundada en 2001 por el actual socio director, Neal K. Aronson. Los miembros senior del equipo incluyen al presidente Paul D. Ginsberg, el director de inversiones Erik O. Morris y los directores generales Timothy Armstrong, Stephen D. Aronson, Dennis Gies, Clay Harmon, Geoff Hill, Kevin Hofmann, Ian Picache, Gregory Smith, Sarah Spiegel, Michael Thompson y David Wierman.

## Inversiones
Las empresas de cartera actuales y anteriores de Roark incluyen:

### Inversiones actuales
- Anytime Fitness
- The Cheesecake Factory[3]
- CKE Restaurants: (Carl's Jr., Hardee's, Green Burrito & Red Burrito)
- Culver's (minority investment)
- Divisions Maintenance Group
- Driven Brands: 1-800-Radiator & A/C, Abra, CARSTAR, International Car Wash Group/ICWG, Maaco, Meineke, Merlin 200,000 Mile Shops, Xpress Lube, Take 5 Oil Change, Pro Oil Change, Econo Lube & Tune
- Fitness Connection[4]
- Great Expressions Dental Centers
- Home Service Store
- Inspire Brands:[5] Arby's, Buffalo Wild Wings, Sonic Drive-In,[6] Jimmy John's (sale pending), Dunkin', Mister Donut, Baskin-Robbins
- Installation Made Easy
- Jim 'N Nick's BBQ Restaurants[7]
- Massage Envy
- Miller's Ale House
- Orangetheory Fitness
- Pet Retail Brands: (Bosley's, Pet Supermarket, PetValu) Petstores[8]
- Primrose Schools
- Self Esteem Brands: (Basecamp Fitness, The Bar Method, Waxing the city)
- ServiceMaster Brands: (ServiceMaster Clean, ServiceMaster Restore, AmeriSpec, Furniture Medic, Merry Maids)
- Subway (pending)[9]

|}
- Mathnasio
- Servicios posteriores

### Antiguas inversiones
- Nutricionales Atkins
- Baterías más bombillas [10]
- Tecnologías cibernéticas centrales
- barra seca
- Señales rápidas
- GFL Ambiental
- Il Fornaio : ( Café panadería de la esquina ) [11]
- Envío de dinero
- Galería de películas
- Naf Naf Grill
- Productos comerciales de Peachtree
- Grupo de información PSC
- lavado de calidad
- Reciclaje Solterra
- Finanzas de arbitraje de Estados Unidos II
- USFS
- Residuos profesionales
- Parada de alas

## enlaces externos
- Sitio web oficial

- Datos: Q7339900
- Multimedia: Roark Capital Group / Q7339900